# 71 Ceti
71 Ceti, eller FR Ceti, är en variabel stjärna i stjärnbilden Valfisken.
71 Ceti varierar mellan visuell magnitud +6,31 och 6,65 och varierar utan någon fastställd periodicitet. Den befinner sig på ett avstånd av ungefär 895 ljusår.